# باراکانی (آنژوان)
باراکانی (آنژوان) (به لاتین: Barakani, Anjouan) یک زیستگاه انسانی در اتحاد قمر است که در آنژوان واقع شده‌است.

## خصوصیات
باراکانی  ۶٬۶۶۵ نفر جمعیت دارد.